# QSL-картичка
QSL-картичката е писмено потвърждение за осъществена радиовръзка между двама или повече радиолюбители. Според Международния радиолюбителски съюз, QSL-картичката е „израз на висша учтивост“ (на английски: final courtesy) в радиолюбителската дейност.
Наименованието на картичките произлиза от Q-кода, на който „QSL?“ означава „Потвърждавате ли приемането?“, а „QSL“ – „потвърждавам приемането“.
Реквизитите на QSL-картичката са:
- позивни на радиостанциите;
- местоположение на радиостанциите
- честота, на която е осъществена радиовръзката;
- клас на излъчване;
- дата и час на радиовръзката (по UTC);
- оценка за разбираемостта, силата и тона (ако радиовръзката е осъществена по слухова телеграфия) на сигнала (RST–оценка);
- допълнителна информация, по преценка на операторите – имена на операторите (посочват се малките имена), тип на антената, тип и мощност (чувствителност) на предавателя (приемника), и други.

QSL-картичките се изпращат директно между радиолюбителите или до съответното QSL-бюро в страната, където те са регистрирани. В България има само едно QSL-бюро – на Българската федерация на радиолюбителите.
С развитието на информационните технологии, в края на 20 век радиолюбителите започват да си обменят QSL-картички по електронен път – Electronic QSL, eQSL.